# 藤原春陽
藤原 春陽（ふじわら はるひ、2002年4月9日 - ）は、徳島県出身の女子競輪選手。日本競輪選手会徳島支部所属、ホームバンクは小松島競輪場。日本競輪選手養成所第122期生。師匠は競輪選手で実父の藤原義浩（76期）。

## 経歴
小学生になった頃から友人に誘われバレーボールを始め、中学まで続けたが、身長が伸びなかったこともあり高校では新しい競技を、と考えていた時に父親から自転車競技を薦められたこともあり、県内の自転車競技の名門であり父親の母校でもある徳島県立小松島西高等学校に進学。
高校入学直後はまだ競輪選手になるつもりはなかったが、2019年インターハイでは500mタイムトライアルで3位となるなど実績を挙げたことで、ガールズケイリン選手になることを決意。
2021年1月14日、日本競輪選手養成所第122回技能試験に合格。在所競走成績は7位（3勝）。
2022年4月30日、松戸競輪場でデビューし7着。初勝利は同年5月8日の松山競輪場で挙げた。
2023年2月20日、小倉FII（ミッドナイト）で初優勝。